# Abația Saint-Wandrille de Fontenelle

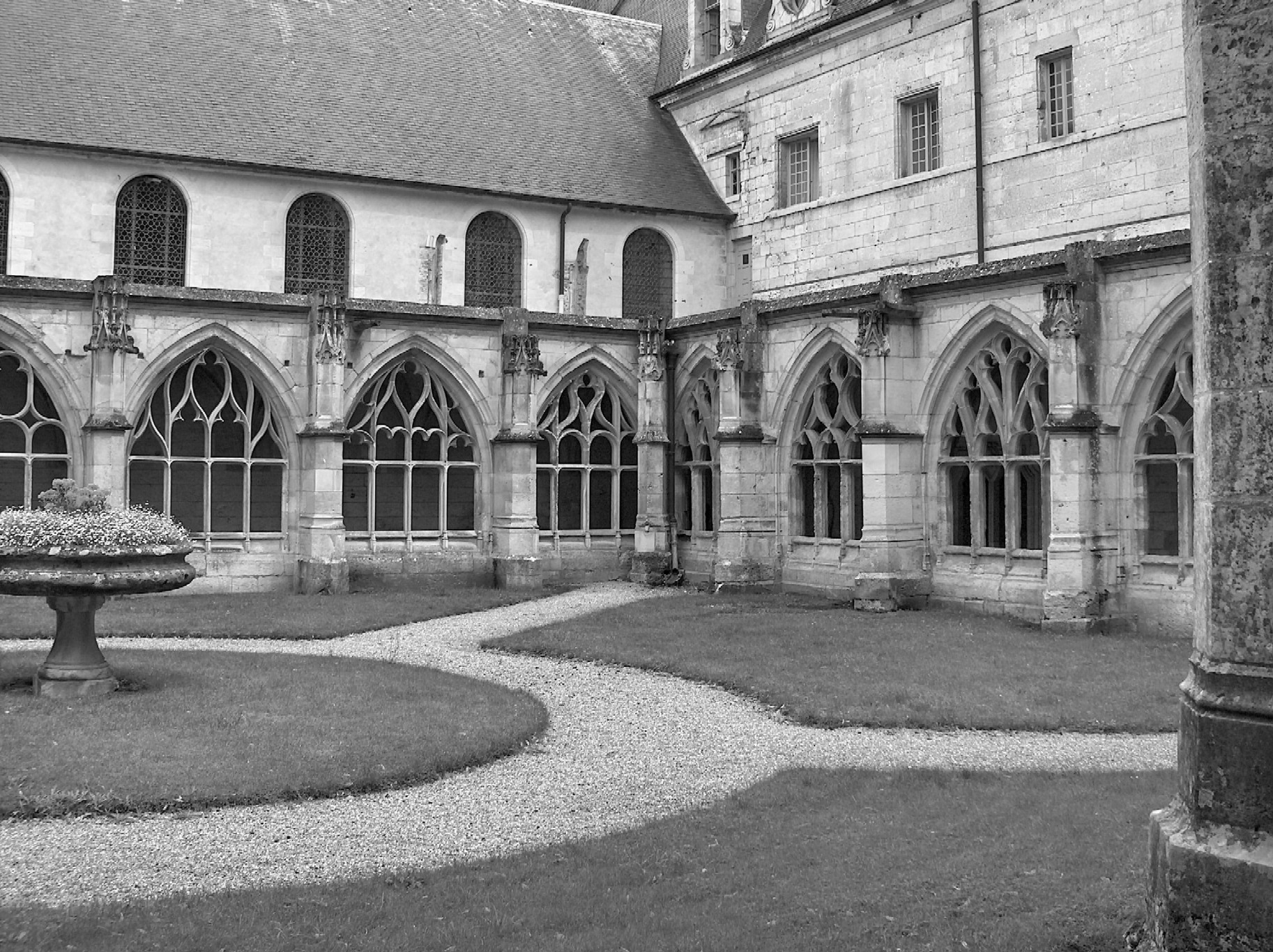
Aspect din Abația Saint-Wandrille, din Normandia.

Abația Saint-Wandrille (în franceză Abbaye Saint-Wandrille, mai demult Abbaye de Fontenelle) este o abație benedictină din congregația de Solesme, situată în departamentul Seine-Maritime, în Haute-Normandie (Franța). Fondată în 649, abația a cunoscut o îndelungată istorie marcată de trei mari perioade de jafuri și de distrugeri: cele legate de incursiunile vikingilor, apoi cele generate de războaiele religioase, și, în sfârșit, cele consecutive Revoluției Franceze.
Și în prezent este o abație a călugărilor benedictini.
Abația face obiectul unui clasament al monumentelor istorice, din 1862.